# Sonam Tsering Frasi
Sonam Tsering Frasi (tibétain : བསོད་ནམས་ཚེ་རིང་ཕར་སི, Wylie : bsod nams tshe ring phar si), né en décembre 1954 à Rawang, dans le comté de Rutog, préfecture de Ngari, Tibet, et résidant à Londres est un diplomate tibétain. 

## Biographie
Après avoir obtenu son diplôme en commerce du St Joseph's College, Darjeeling (en), il obtient un certificat d'études supérieures en éducation de l'université de Londres. Il étudie ensuite à l'Institute of Chartered Accountants in England and Wales (en) dont il obtient le diplôme. Il est trésorier puis président honoraire de la communauté tibétaine en Grande-Bretagne pendant 18 ans. En portant la question tibétaine sur la scène internationale, il participe à l'organisation de grandes conférences telles que la Conférence internationale des avocats de 1993 et le dialogue sino-tibétain pour trouver un terrain d'entente en 1997.
Le 23 janvier 2003, il participe à une discussion ouverte sur les relations sino-tibétaines aux côtés de Tsering Dhondup Gonkatsang (1951-2018) et Tsering Shakya à Londres.
Il est élu aux élections législatives tibétaines de 2001 et celles de 2006. M. Frasi est membre du groupe de travail tibétain sur les futures négociations sino-tibétaines.
Sonam Tsering Frasi est nommé représentant du Bureau du Tibet à Londres en 2018. Il prend ses fonctions le 1er octobre 2018. Il succède à Chonpel Tsering.
Sonam Tsering Frasi est considéré comme un représentant du dalaï-lama en Europe.